# 소나티네 (라벨)
모리스 라벨의 소나티네는 총 3악장으로 구성되어 있는 피아노곡으로, 1악장은 1903년에 작곡되었고 나머지 악장들은 2년 후인 1905년에 작곡되었다.

## 작곡 계기
라벨은 이 소나티네의 1악장을 Weekly Critical Review 잡지사가 주최하는 대회의 출품작으로 내려고 작곡하였다. 하지만 이 대회에 참가한 사람은 라벨 밖에 없었고, 75마디를 넘기면 안된다는 이 대회의 규칙도 어겨서 실격 되었다. 결국 이 대회는 중단되었고 대회를 주최하던 잡지사는 파산을 하였다. 하지만 2년 후인 1905년, 두개의 악장을 추가 함으로써 소나티네를 완성시켰다.

## 구성
이 소나티네는 세개의 악장으로 구성되어 있다:
- I. Modéré (보통 빠르기로)
- II. Mouvement de menuet (미뉴에트의 악장)
- III. Animé (활발하게)

여기서 1악장은 소나타 형식을 채용하고 있고, 2악장은 빠르기말에서도 볼 수 있듯이 미뉴에트이다. 

마지막 악장인 3악장은 기교적으로 매우 어려운 요소들이 들어있는 빠른 악장이다.

### 1악장
처음 3마디이자 1악장의 첫번째 주제이다. 여기서 오른손의 윗성부와 왼손의 아랫성부가 첫번째 주제를 8도병행으로 연주하고 내성부들은 서로를 채워주며 생기있는 반주 역할을 해준다. 연주할 때 오른손과 왼손이 겹치고 p로 연주해야 하기 때문에 까다롭다.
1악장에서 인용된 선율과 리듬이 짧게 변형되어 나온 후 곧바로 두번째 주제가 나온다.

13번째 마디부터 시작되는 두번째 주제이다. 첫번째주제의 투명하고 생기있는 것과는 정 반대의 성격을 가진 부분으로 왼손의 병행5도가 그 쓸쓸함을 더해주는 듯 하다. 또한 조성이 뚜렷한 첫번째 주제와는 달리 병행 5도로 인해 조성이 확실하지 않다.
그 다음에 시작되는 짧은 전개부에서는 변형된 첫번째 주제와 두번째 주제가 순서대로 나오고는 다시 첫번째 주제로 돌아오는 형식을 취한다.
전개부에서의 첫번째 주제는 거의 동일하나 두번째 주제는 올림바장조로 전조 되어서 등장한다.
제시부에서 뚜렷하지 못했던 두번째 주제의 조성이 끝부분으로 가면서 거의 올림바장조로 굳혀지는데, 라벨은 여기서 교회선법을 사용하여 인상주의 특유의 화음을 사용한다.

### 2악장
1악장 처음의 4도하강 
에서 
{\displaystyle =} 
 임을 이용해 라벨은 2악장의 첫 주제를 이 음에서 완전 5도 상승, 즉 
 을 주제로 사용하였다.
2악장 미뉴에트의 첫 4마디다. 왼손을 보면 1악장에 나왔던 병행5도를 사용하되, 조성이 뚜렷하도록 사용하였다. 이는 1악장 두번째 주제에 사용된 병행 5도와는 다르게 사용되었다. 형식은 크게 A- B- A- Coda 로 볼 수 있다.

### 3악장
1악장 처음의 4도하강 
 을 거꾸로 한 
 이것이 주제다.
이 왼손의 반주음형은 주제가 나오기 전 3번 반복된다. 이 악장은 론도 소나타 형식으로 쓰여 있다.

## 특징
비슷한 시기에 작곡된 물의 장난이나 현악 4중주처럼 고전주의 음악에서 볼 수 있는 견고한 형식이 돋보이는 가운데에 인상주의 음악의 화음과 색채를 빌렸다.